# Otto Lundahl
Otto August Lundahl född 9 mars 1867 i Kristianstad död 10 september 1918, var en svensk militärmusiker, sångdiktare, kompositör och frälsningsofficer. Lundahl var, när han 1886 anslöt sig till Frälsningsarmén, kornettist vid Wendes artilleriregemente i Kristianstad. Han blev den första ledaren för Frälsningsarméns stabsmusikkår grundad 1888 och Frälsningarméns förste musikchef som chef för musikdepartementet på dess högkvarter. 1903 pensionerades han på grund av sjukdom. Han finns representerad i Frälsningsarméns sångbok 1990 (FA). Lundahl är begravd på Östra begravningsplatsen i Kristianstad.

## Sånger
- En stridsman uti hären jag blivit (FA nr 607) text och musik 1894 (Sången användes som filmmusik i Körkarlen från 1958)
- Jesus har jag funnit (FA nr 569) text och musik 1913
- Mitt hjärta, sjung halleluja (FA nr 854) text och musik 1899
- O, hur härligt att få vara räknad bland Guds krigarskara (FA nr 859) text och musik 1899
- O, hur skönt i livets vår att få älska Gud (FA nr 587) text och musik 1903
- Se, mot aftonen det lider (FA nr 706) text och musik 1904